# Cohors XXVI Voluntariorum

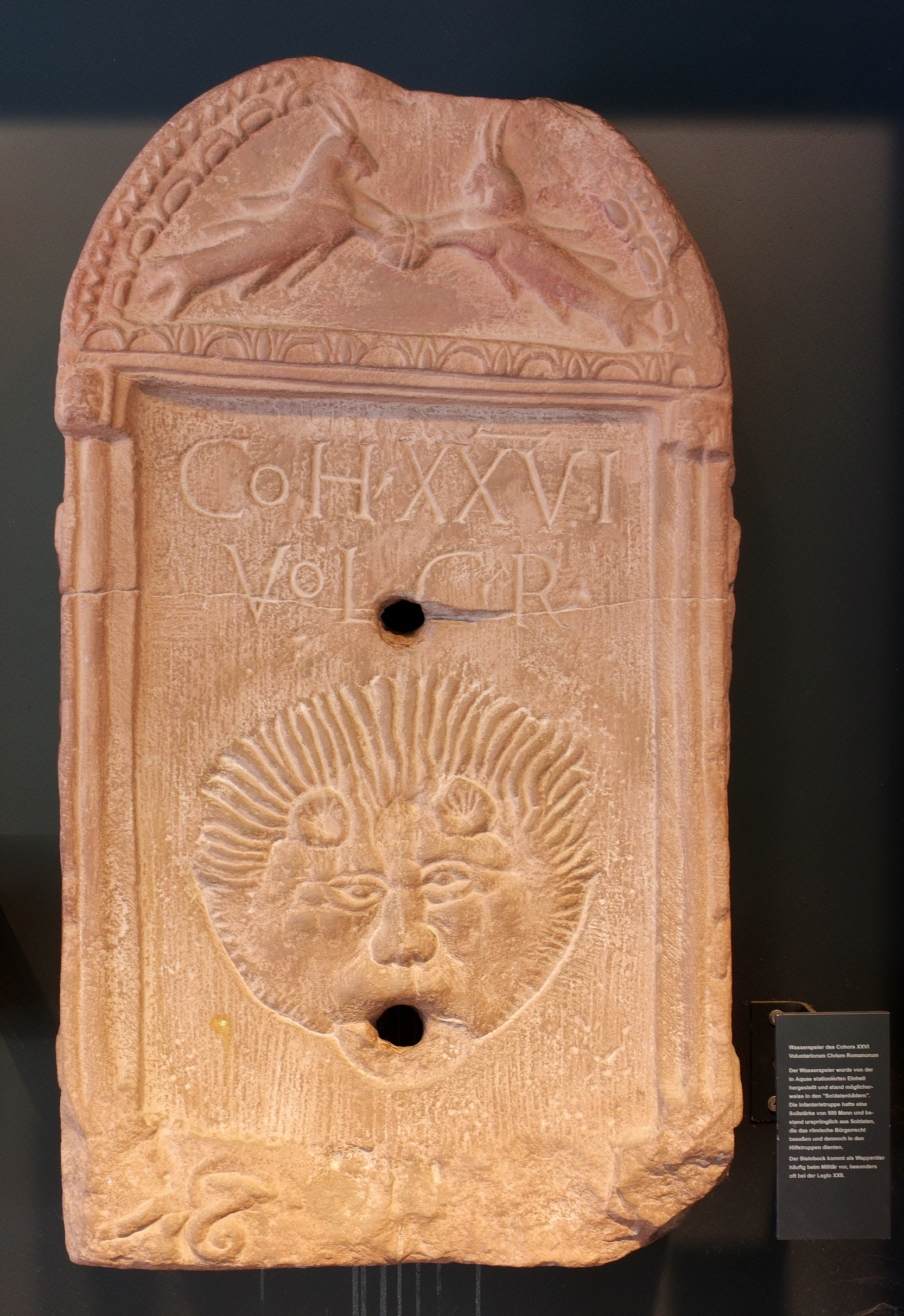
Ein Wasserspeier mit der Inschrift der Kohorte

Die Cohors XXVI Voluntariorum [civium Romanorum] (deutsch 26. Kohorte der Freiwilligen [der römischen Bürger]) war eine römische Auxiliareinheit. Sie ist durch Inschriften und Ziegelstempel belegt.

## Namensbestandteile
- Cohors: Die Kohorte war eine Infanterieeinheit der Auxiliartruppen in der römischen Armee.

- XXVI: Die römische Zahl steht für die Ordnungszahl die sechsundzwanzigste (lateinisch sexta vicesima). Daher wird der Name dieser Militäreinheit als Cohors sexta vicesima .. ausgesprochen.

- Voluntariorum: der Freiwilligen.

- civium Romanorum: der römischen Bürger. Die Soldaten der Kohorte wurden bei Aufstellung der Einheit vermutlich aus römischen Bürgern rekrutiert.[A 1]

Da es keine Hinweise auf die Namenszusätze milliaria (1000 Mann) und equitata (teilberitten) gibt, ist davon auszugehen, dass es sich um eine Cohors quingenaria peditata, eine reine Infanterie-Kohorte, handelt. Die Sollstärke der Einheit lag bei 480 Mann, bestehend aus 6 Centurien mit jeweils 80 Mann.

## Geschichte
Die Kohorte war im 2. und 3. Jh. n. Chr. in der Provinz Germania superior stationiert. Der letzte Nachweis der Einheit beruht auf einer Inschrift, die auf 171/230 datiert wird.

## Standorte
Standorte der Kohorte in Germania superior waren möglicherweise:
- Aquae (Baden-Baden): mehrere Inschriften[2] sowie Ziegel[3] mit den Stempeln der Einheit wurden hier gefunden.
- Kastell Heddesdorf: zwei Inschriften[4] wurden hier gefunden.
- Vindonissa (Windisch): ein Ziegel[5] mit dem Stempel der Einheit wurde hier gefunden.

## Angehörige der Kohorte
Folgende Angehörige der Kohorte sind bekannt.

### Kommandeure
| - Lucius Valerius Firmus, ein Tribun | - T(itus) Statilius Felix, ein Tribun (CIL 3, 506) |

### Sonstige
| - Anicius Victor, ein Centurio (CIL 13, 6305) - C(aius) I(ulius) Fe[], ein Cornicularius (CIL 13, 7743) - C(aius) Sempronius Saturninus, ein Centurio (CIL 13, 6292) - C(aius) Veturiu[s] Dexter, ein Soldat (CIL 13, 11717) - Capito, ein Centurio (CIL 13, 7743) | - L(ucius) Reburrinius Candidus, ein Soldat (CIL 13, 6305) - M(arcus) Alpinius [C]lassicianu[s], ein Centurio (CIL 13, 7741) - T(itus) Fl(avius) Severus, ein Soldat (CIL 14, 2952) - Victor, ein Centurio (CIL 13, 11717) |